# 28275 Quoc-Bao
28275 Quoc-Bao este un asteroid din centura principală de asteroizi.

## Descriere
28275 Quoc-Bao este un asteroid din centura principală de asteroizi. A fost descoperit pe 10 februarie 1999 la Socorro, New Mexico, în cadrul proiectului LINEAR. Asteroidul prezintă o orbită caracterizată de o semiaxă mare de 2,98 ua, o excentricitate de 0,08 și o înclinație de 1,4° în raport cu ecliptica.